# Аддорака
Аддорака — біле італійське вино з винограду, який вирощується в регіоні Калабрії на півдні Італії, де він змішується з Кода ді Вольпе Б'янка, Мальвазія Б'янка ді Кандія і білий мускат у родзинковому десертному вині Мускат ді Сарачена.

## Історія

Вважається, що Аддорака виникла в регіоні Калабрія на півдні Італії, де і сьогодні вирощується в провінції Козенца (виділено)

Ампелографи вважають, що Аддорака, ймовірно, виникла в регіоні Калабрія, де слово Аддорака означає «парфумоване» на місцевому калабрійському діалекті. Виноград має давню історію із незначним компонентом змішування десертного вина Мускат ді Сарачена, яке є особливістю села Сарачена.

## Винні регіони

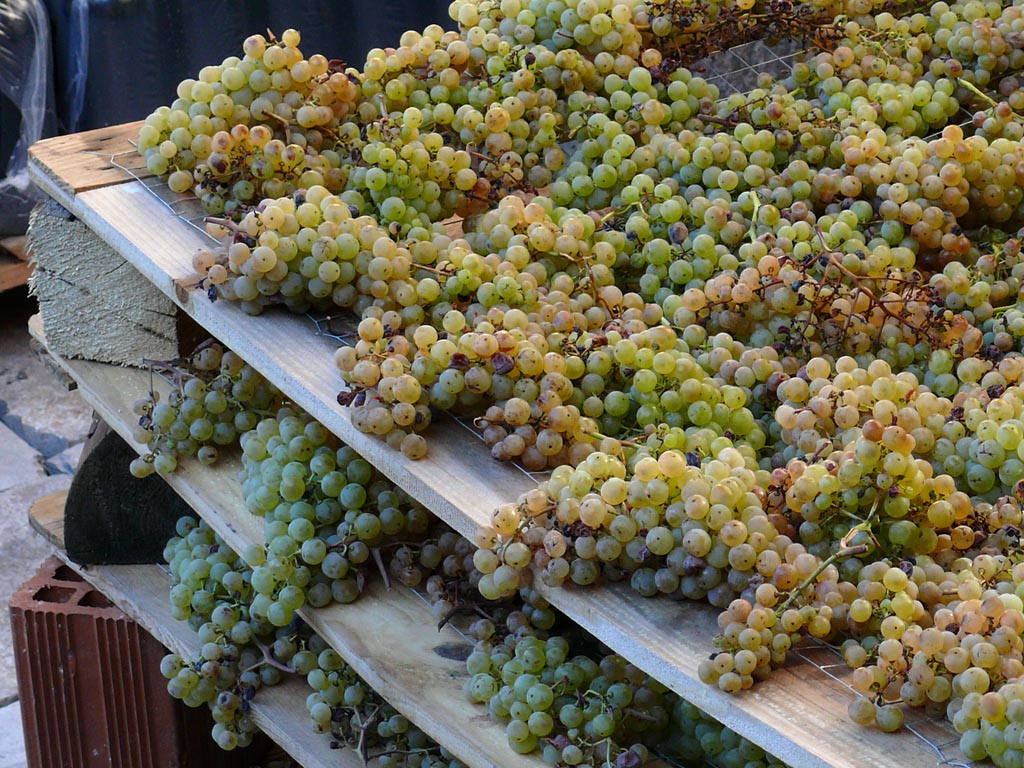
Аддораку часто використовують у виробництві вин у стилі пасито, де свіжозібраний виноград (приклад) розкладають на стелажах або солом'яних килимках для висихання, концентруючи цукри, які дають дуже солодкі десертні вина

Нині Аддорака майже винятково трапляється в провінції Козенца в Калабрії, де його найбільше використовують у виробництві солом'яного вина Мускат ді Сарачена, де його змішують із білим мускатом на малих зернах (відомий на місцевому рівні як Москателло ді Сарачена), Кода ді Вольпе б'янка (відома на місцевому рівні як Guarnaccia bianca) та Мальвазія б'янка ді Кандіа.

## Синоніми
Протягом багатьох років Аддорака також було відоме під синонімом Odoacra хоча цей синонім офіційно не визнаний Міжнародним каталогом сортів Vitis (МКСВ).